# The Medium (videojuego)
The Medium es un videojuego de terror psicológico desarrollado por el estudio polaco Bloober Team.

## Jugabilidad
The Medium se juega en tercera persona utilizando el personaje conocido como Marianne, una médium que puede viajar al reino espiritual. Dadas sus aptitudes psíquicas, es capaz de habitar ambos mundos y ayuda a resolver acertijos. Sus habilidades pueden usarse contra fuerzas hostiles y se recargan interactuando con puntos de energía llamados pozos espirituales.

## Desarrollo y lanzamiento
Bloober Team comenzó a gestar la idea del videojuego en 2012, llegando a pensar su lanzamiento originalmente para las plataformas de Xbox 360 y PlayStation 3. Se decidió postergar para mejorar el rendimiento tecnológico, previéndose en un inicio que saliera al mercado para las plataformas de Microsoft Windows y Xbox Series X|S a finales del año 2020. Posteriormente se confirmó su venta a partir del 28 de enero de 2021.
El estudio, con ese retraso, buscaba para mejorar la inmersión del jugador cambiando su perspectiva tradicional de primera a tercera persona. Modelaron el escenario sobrenatural a partir de la obra de arte surrealista distópica de Zdzisław Beksiński. El diseñador principal, Wojciech Piejko, dijo que The Medium transmitía el mensaje de que "no hay una verdad universal". En la parte musical quedaron encargados como compositores el polaco Arkadiusz Reikowski y el japonés Akira Yamaoka, que tenían la tarea de puntuar el plano físico y espiritual, respectivamente. Yamaoka había trabajado anteriormente en la franquicia Silent Hill, que inspiró varios aspectos del juego.
En junio de 2021 se anunció oficialmente que la versión del juego para PlayStation 5 se lanzaría el 3 de septiembre de ese mismo año.

## Recepción
The Medium recibió críticas positivas de Metacritic, destacando especialmente la versión de PlayStation 5.